# Hopfen

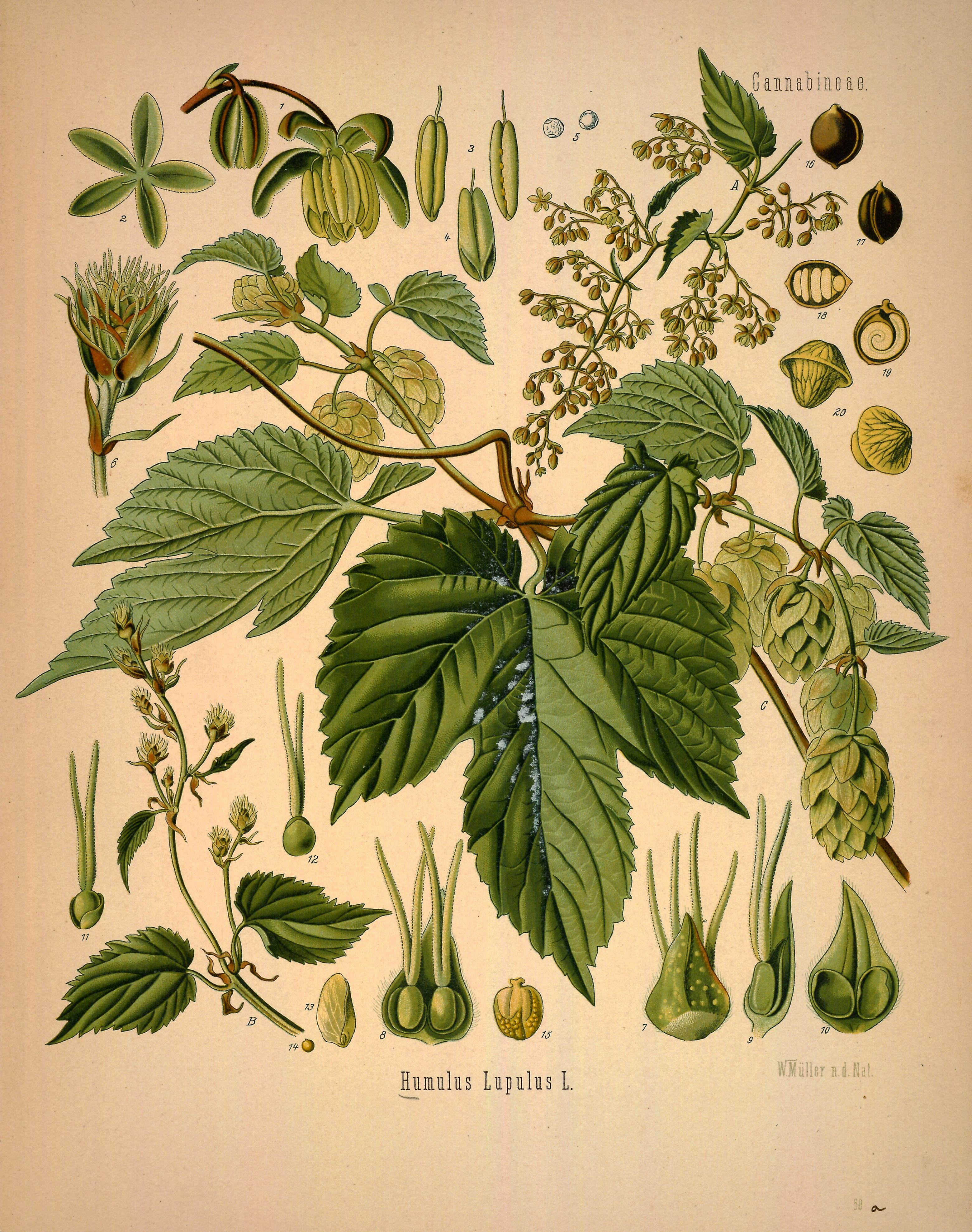
Illustration von Humulus lupulus

Hopfen (Humulus) ist eine Pflanzengattung innerhalb der Familie der Hanfgewächse (Cannabaceae). Alle Hopfen-Arten kommen auf der Nordhalbkugel vor. Der bekannteste Vertreter der Gattung ist der Echte Hopfen, dessen Sorten vor allem zum Bierbrauen verwendet werden.

## Beschreibung
Die Humulus-Arten sind laubabwerfende, schnellwachsende einjährige bis ausdauernde, krautige Kletterpflanzen, die – von oben betrachtet – im Uhrzeigersinn winden, namengebend für diesen als „hopfisch“ bezeichneten Windesinn von Schlingpflanzen. Sie gehören also, wie z. B. auch die Geißblatt-Arten, zu den rechtswindenden Schlinggewächsen. Die Stängel und Blattstiele besitzen steife, zweiarmige oder hackige, gestielte „Kletterhaare“ (Klimmhäkchen, -haare; Stacheln). Die Stängel sind grob, sechsrippig bis geflügelt.
Die gegenständigen, gestielten Laubblätter sind mehr oder weniger herzförmig und meist drei- bis sieben-, selten bis neunlappig. Die Blätter sind gesägt und unterseits drüsig und harzig. Es sind verwachsene Nebenblätter vorhanden.
Humulus-Arten sind zweihäusig (diözisch). Die männlichen Blüten stehen in lockeren, rispigen Blütenständen zusammen. Die weiblichen Blüten stehen in zapfenförmigen, ährigen oder traubigen und zymösen Blütenständen zusammen. Ihre Hochblätter vergrößern sich nach der Blütezeit. Die duftenden Blüten mit einfacher Blütenhülle (Perigon, Kelch) sind fünfzählig, die Kronblätter fehlen. Die männlichen und gestielten Blüten enthalten fünf Staubblätter. Die weiblichen und sitzenden Blüten mit minimalem Perigon, mit je einem Deckblatt stehen paarig oder einzeln am Tragblatt mit zwei langen Narbenästen des oberständigen, einkammerigen Fruchtknotens mit sehr kurzem Griffel.
Die einsamigen Nussfrüchte (Achänen) sind eiförmig bis rundlich im beständigen, drüsigen Perigon am teils drüsigen Deckblatt, sie stehen paarig im teils drüsigen Tragblatt zu vielen in einem zapfenförmigen Fruchtstand mit zickzackförmiger Spindel.

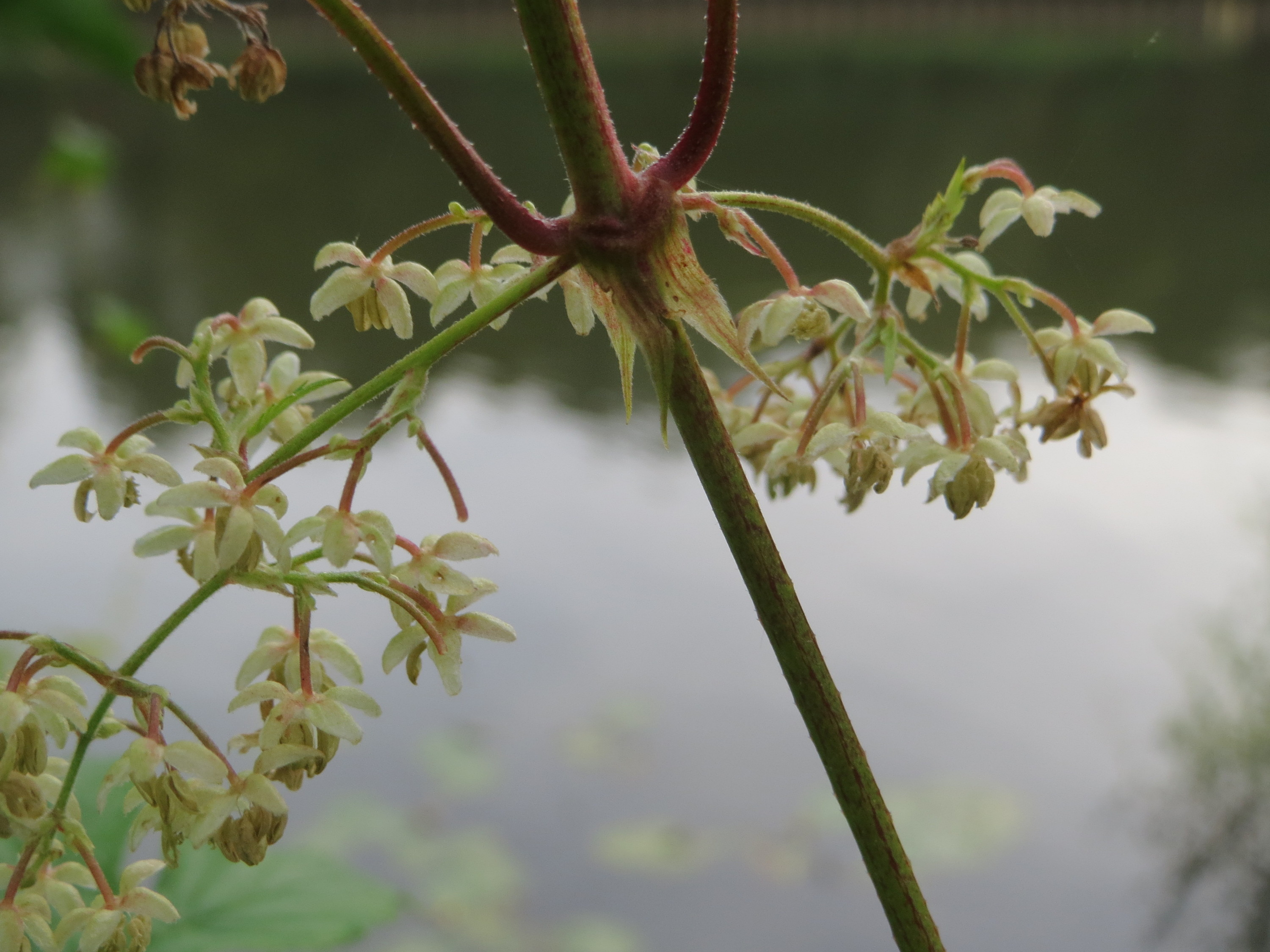
Männlicher Blütenstand von Humulus lupulus
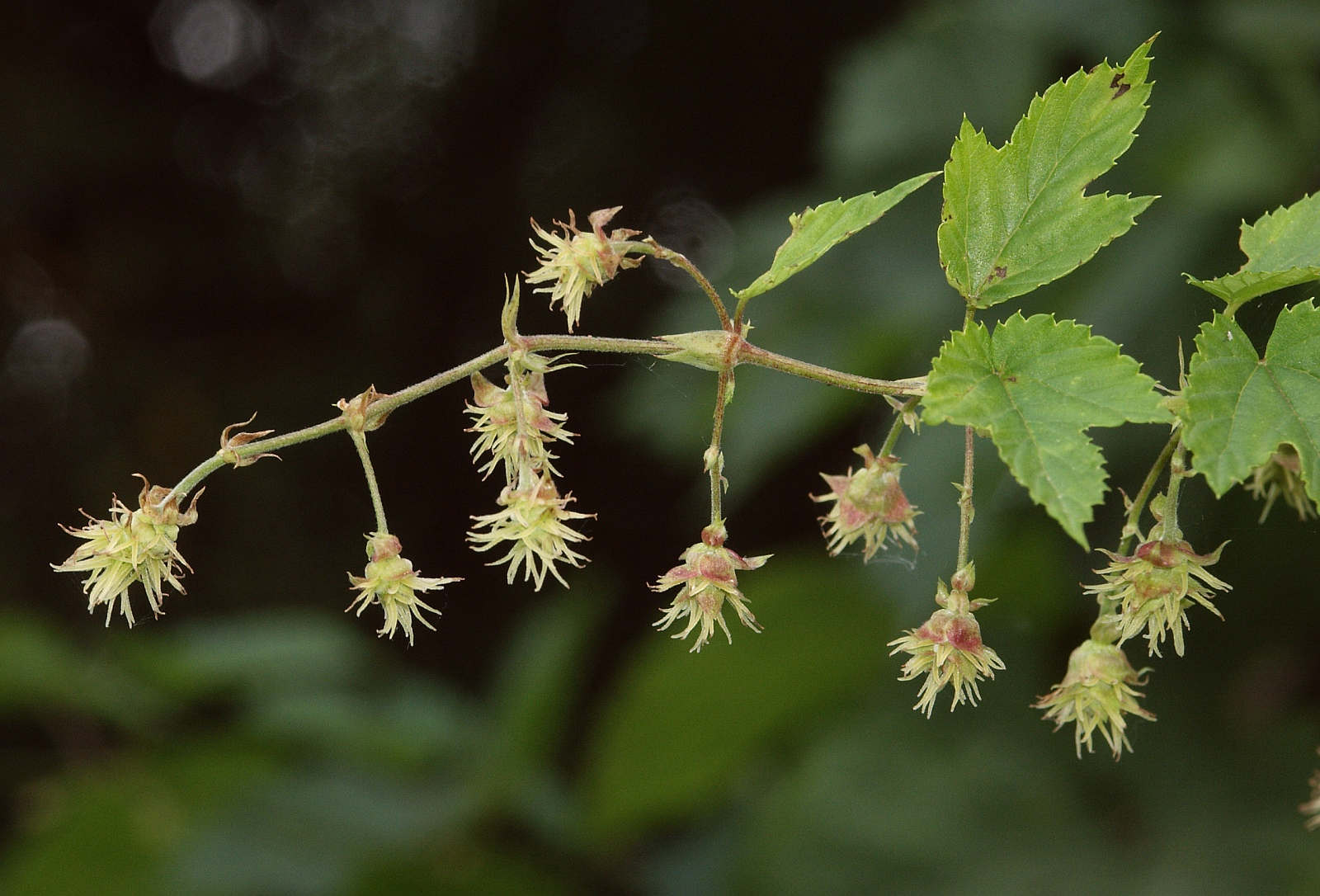
Weibliche Blütenstände von Humulus lupulus
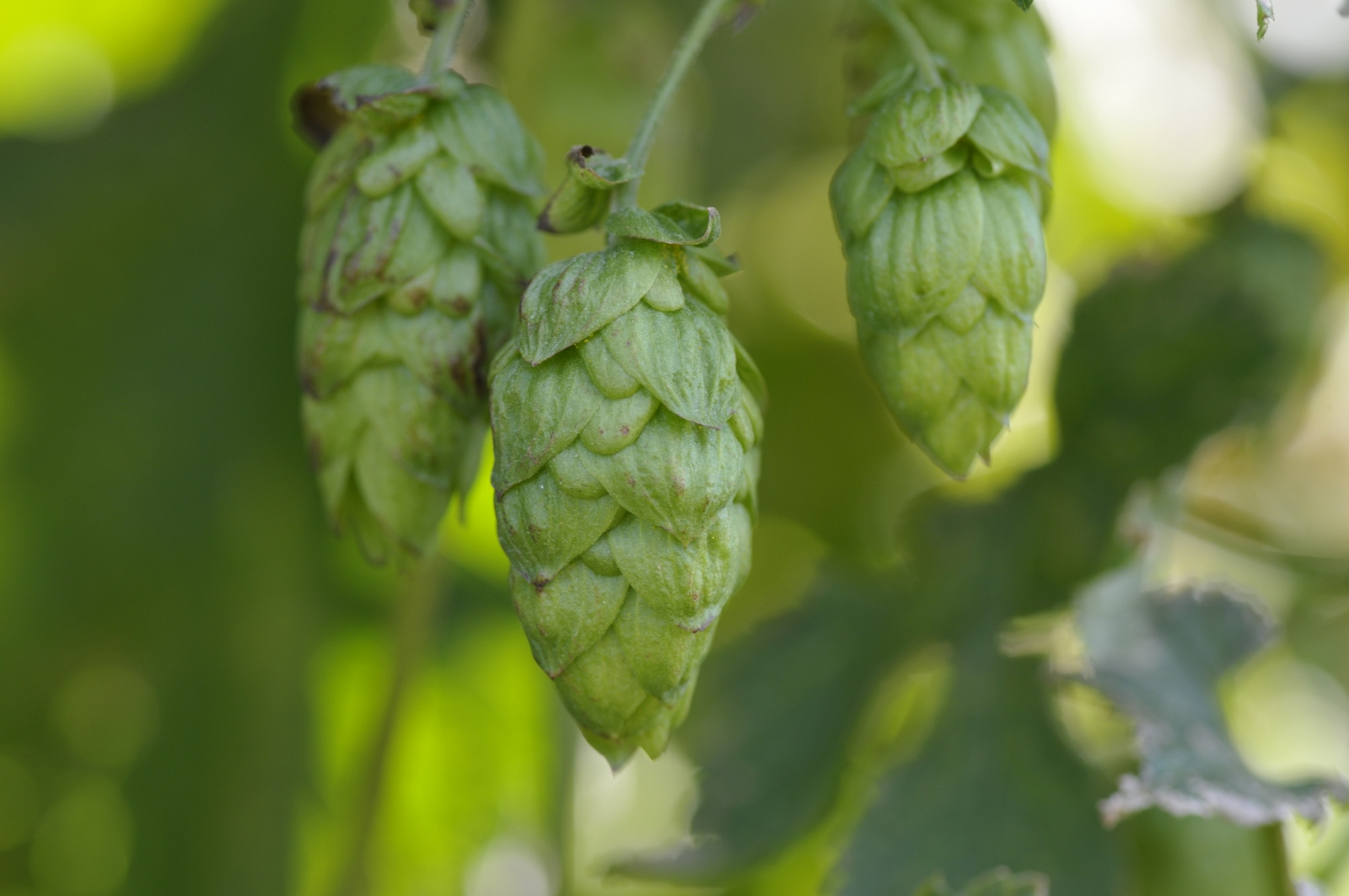
Jüngerer Fruchtstand erntereif von Humulus lupulus
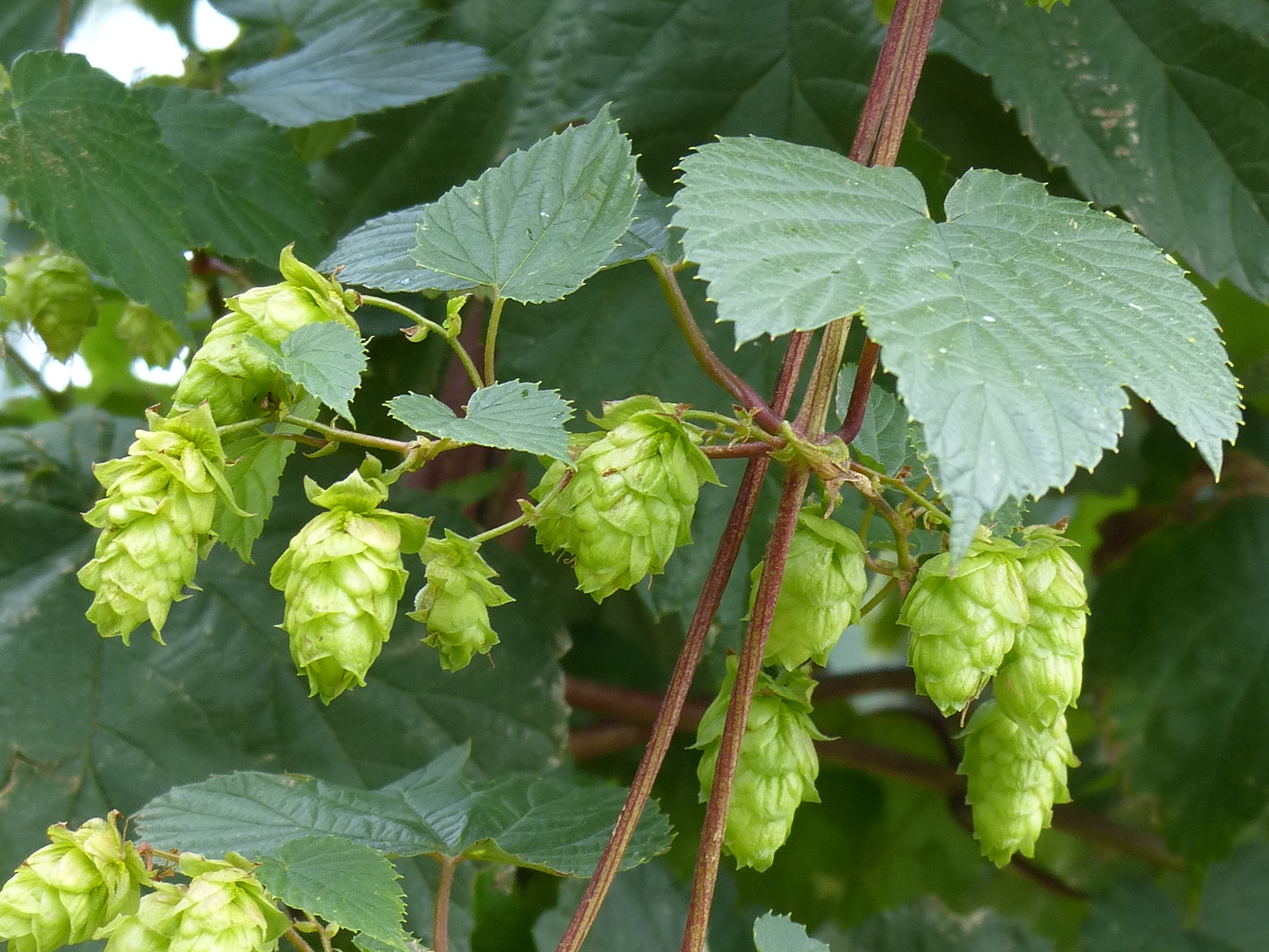
Junge Fruchtstände von Humulus lupulus
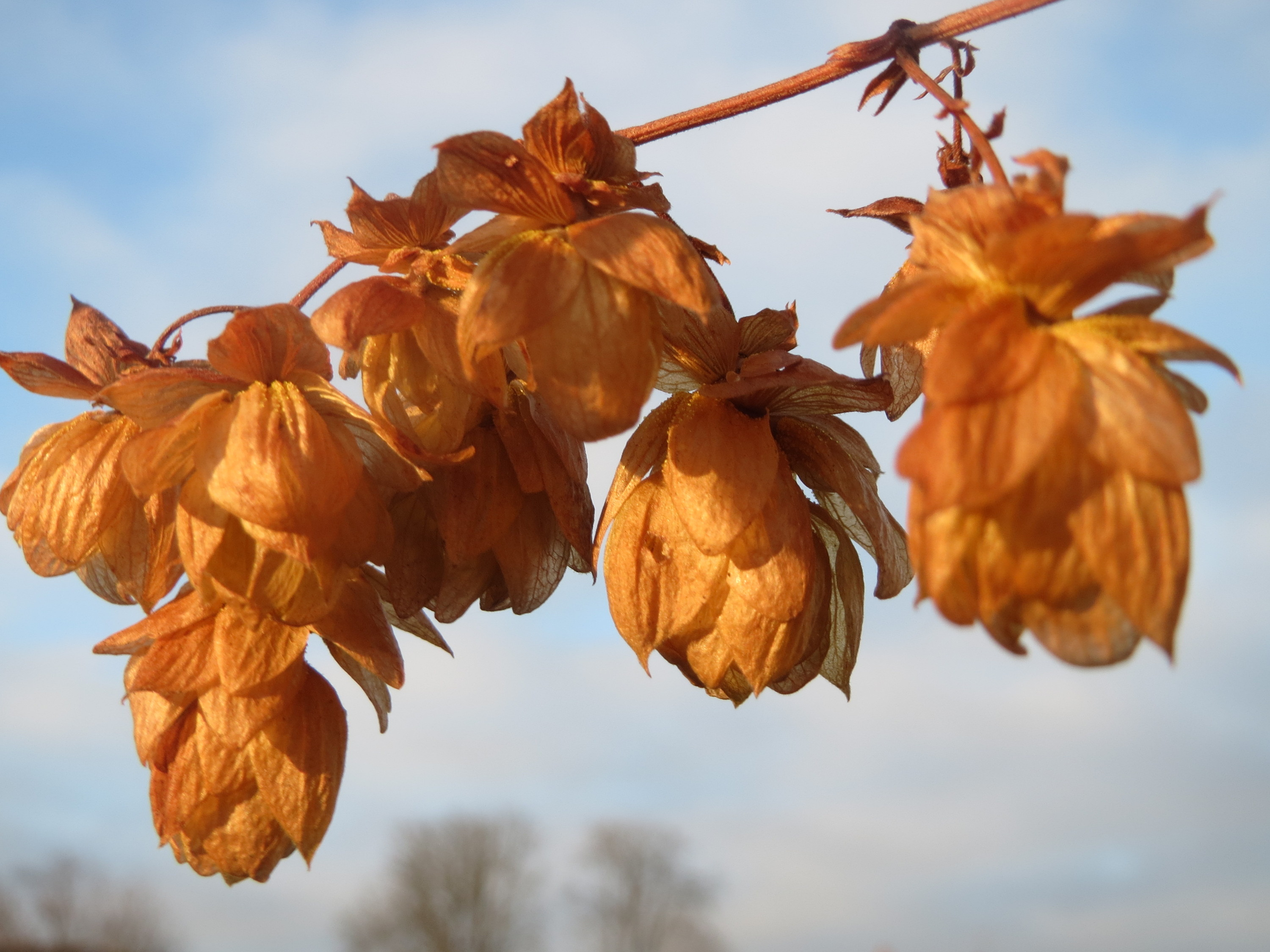
Ältere Fruchtstände

## Systematik und Verbreitung

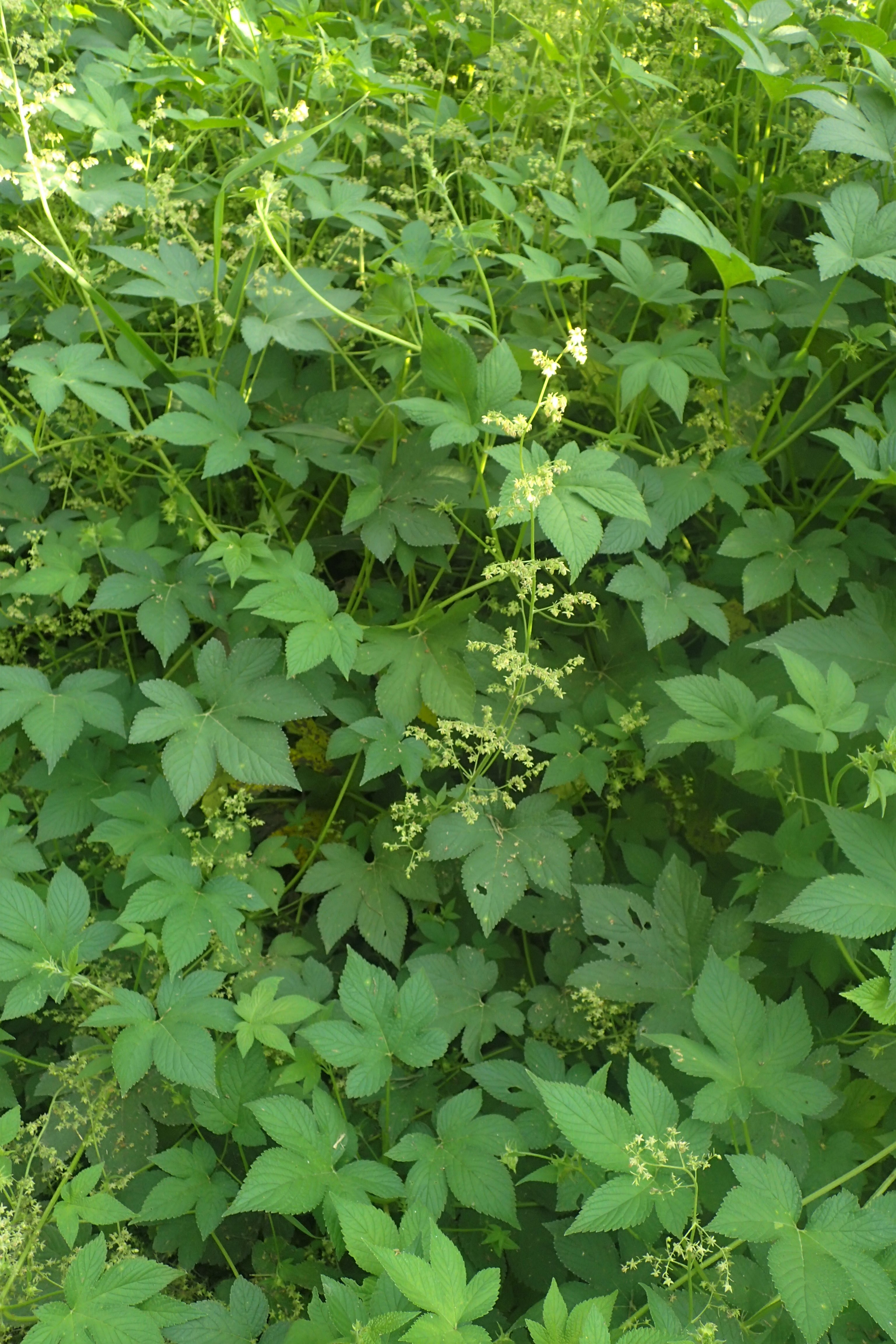
Habitus und Laubblätter des Japanischen Hopfen
(Humulus scandens)

Die Gattung Humulus wurde 1753 durch Carl von Linné in Species Plantarum, Tomus II, S. 1028 aufgestellt.
Die Gattung Humulus enthält verschiedene Arten, deren Anerkennung von Quelle zu Quelle variiert:
- Echter Hopfen (Humulus lupulus L.), ist eine mehrmals blühende Pflanze, die bis zu fünfzig Jahre alt werden kann und u. a. zum Bierbrauen benutzt wird. Ihre mehreren Unterarten und zahlreichen Sorten kommen in Eurasien und Nordamerika (die nordamerikanischen Subtaxa sind seit 2016 eigene Arten[3]) vor. In Korea wurde die Art Humulus volubilis Salisb. beschrieben. Der Artstatus wird bezweifelt und der koreanische Hopfen als Variation von Humulus lupulus angesehen.[4]
- Humulus americanus Nutt.[5] Artstatus zweifelhaft, auch Humulus lupulus subsp. americanus (Nutt.) Á.Löve & D.Löve[3]
- Humulus cordifolius Miq.[6] Vorkommen in Zentral-Japan, Nord-Japan und der russischen Halbinsel Sachalin.
- Humulus lupuloides (E.Small) Tembrock: Sie hat seit 2016 den Rang einer Art. Die meisten Fundorte liegen in den Great Plains der nördlichen USA sowie des südlichen Kanada; einige Fundorte gibt es in den nordwestlichen USA sowie im südöstlichen Kanada.[3]
- Humulus neomexicanus (A.Nelson & Cockerell) Rydb.: Sie hat seit 2016 den Rang einer Art. Sie ist vom westlichen und zentralen Kanada über die westlichen und zentralen USA bis zum mexikanischen Bundesstaat Chihuahua verbreitet.[3]
- Humulus pubescens (E.Small) Tembrock: Sie hat seit 2016 den Rang einer Art. Vorkommen im nördlichen zentralen und östlichen Teil der USA.[3]
- Japanischer Hopfen (Humulus scandens (Lour.) Merr., Syn.: Antidesma scandens Lour., Humulopsis scandens (Lour.) Grudz., Humulus japonicus Sieb. & Zucc.) Diese Art ist einjährig und findet in Europa manchmal als Zierpflanze Verwendung. Er ist in der Volksrepublik China, Japan, Korea und Vietnam beheimatet und in den USA und in der Schweiz[7] gilt er als Neophyt.
- Yunnan-Hopfen (Humulus yunnanensis Hu): Er ist ausdauernd und nur aus der chinesischen Provinz Yunnan bekannt.

## Nutzung
Zur Nutzung und wirtschaftlichen Bedeutung siehe Hauptartikel Echter Hopfen (Humulus lupulus).